# Pál Tomori
Dans le nom hongrois Tomori Pál, le nom de famille précède le prénom, mais cet article utilise l’ordre habituel en français Pál Tomori, où le prénom précède le nom.
Pál Tomori est un moine et prélat catholique hongrois né vers 1475 et mort le 29 août 1526. Il est archevêque de Kalocsa de 1523 à sa mort, durant la bataille de Mohács.

## Biographie
Moine de l'ordre franciscain, Tomori bat une armée ottomane en 1523 près de Sremska Mitrovica. Il est choisi pour commander les troupes hongroises à Mohács en 1526, aux côtés de Georges Zápolya, et meurt en tentant de rallier les fuyards durant l'affrontement.

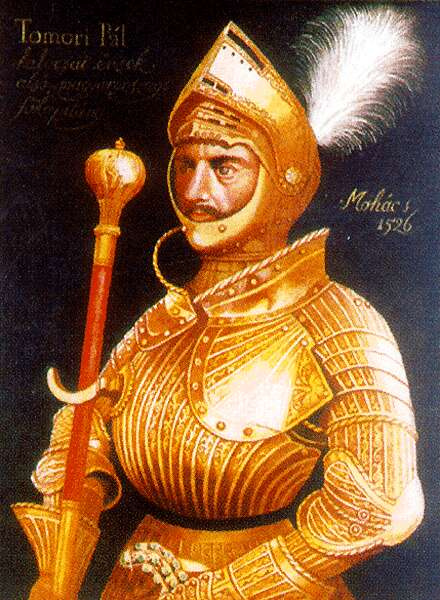
Pál Tomori.

## Légendes
Beaucoup de légendes et d'histoires existent au sujet de Tomori. Il serait devenu moine après l'assassinat de sa fiancée, et n'aurait accepté de devenir archevêque que sur l'insistance du roi de Hongrie. Il aurait refusé de porter autre chose qu'une armure et sa robe de moine à capuche.[réf. souhaitée]